# Nuno Portas
Nuno Rodrigo Martins Portas GOIH • GCIH (São Bartolomeu, Vila Viçosa, 23 de setembro de 1934 – Santa Iria de Azoia, São João da Talha e Bobadela, Loures, 27 de julho de 2025) foi um arquiteto português.

## Biografia

### Percurso académico e profissional
Estudou com os padres jesuítas no Instituto Nun'Alvares, em Caldas da Saúde, Santo Tirso.
Findos os estudos secundários, ingressou no curso de Arquitetura da Escola Superior de Belas-Artes de Lisboa mas, após lhe ser recusada a monografia de licenciatura nessa escola, por a considerarem «demasiado teórica», foi terminar o curso na Escola Superior de Belas-Artes do Porto. 
Obteve assim a licenciatura em Arquitectura, na Escola do Porto, em 1959.

### Atividade no domínio da arquitetura de edifícios
Quando concluiu o curso, Portas já havia iniciado, dois anos antes (1957), a sua colaboração no atelier do arquiteto Nuno Teotónio Pereira, conhecido como "Atelier da Rua da Alegria" e considerado, ao tempo, uma verdadeira escola de arquitetura.
Essa colaboração, que o arquiteto reportaria de fundamental na sua carreira, duraria cerca de duas décadas (17 anos), até ao ano de 1974.
Entretanto (1962) ingressava também no Laboratório Nacional de Engenharia Civil, onde fundou um departamento de investigação orientado para a arquitetura, e posteriormente também para o urbanismo - o Núcleo de Pesquisa de Arquitectura, Habitação e Urbanismo. Coordenou este departamento  até 1974.
Da sua obra, na mesma década, há assinalar o facto de ter sido o respnsável pelo projeto de construção do conjunto habitacional Olivais Sul, juntamente com Bartolomeu Costa Cabral (1961). 
Antes do projeto, conforme contaria em entrevista a Ana Sousa Dias (2005) realizara uma viagem a Itália, dedicada essencialmente a conhecer edifícios de habitação social, entre o norte desse país e a região de Roma. O arquiteto revelaria igualmente encontrar-se, nessa fase, mariotariamente influenciado pelo desenvolvimento da arquitetura modernista ocorrida em Itália, mais livre, em detrimento da corrente dominante em França, mais ortodoxa.
De referir que o Bairro dos Olivais, representaria um marco na história do urbanismo e da arquitetura portuguesa, traduzindo igualmente um modelo de arquitetura modernista em Portugal, evidenciado na preocupação em prever, para lá da função básica da habitação, o acesso a serviços (comércio, serviços educativos, etc.) e espaços de lazer, seguindo os princípios da Carta de Atenas, como se tratasse de fazer uma “cidade dentro da cidade”.
Já na década de 1970, de coautoria com Teotónio Pereira, seria um dos responsáveis pelo projeto da Igreja do Coração de Jesus, na Rua Camilo Castelo Branco, no centro de Lisboa. Pela realização deste edifício receberam, em 1974, o Prémio Valmor.
De resto, da sua obra, entre os anos 1950 e 1990, assinala-se o seguinte:
| 1957/1959 | Moradia Dr. Francisco Barata dos Santos, em Vila Viçosa, com Nuno Teotónio Pereira                                         |
| 1957/1962 | Conjunto de habitação social em Vila do Conde, com Nuno Teotónio Pereira                                                   |
| 1958/1960 | Mosteiro de Sassoeiros, Carcavelos, com Nuno Teotónio Pereira e Pedro Vieira de Almeida                                    |
| 1959      | Habitação Social para Olivais-Norte, com Nuno Teotónio Pereira e A. Pinto de Freitas                                       |
| 1959/1960 | Moradia na Praia das Maçãs, Sintra, com Nuno Teotónio Pereira                                                              |
| 1960      | Moradia em Sesimbra, com Nuno Teotónio Pereira e P. Vieira de Almeida                                                      |
| 1962/1970 | Igreja do Sagrado Coração de Jesus, Lisboa, com Nuno Teotónio Pereira, Vasco Lobo, Vítor Figueiredo e P. Vieira de Almeida |
| 1973      | Centro Náutico e Comercial, Lagos, com Nuno Teotónio Pereira (não construído)                                              |
| 1990/1993 | Complexo Tivoli, Lisboa, com Pedro Viana Botelho, Nuno Teotónio Pereira (não construído)                                   |

Ainda acompanhando Teotónio Pereira, entre outros, Nuno Portas foi associado do Movimento de Renovação da Arte Religiosa (MRAR), que durou entre os anos 1950 e 1960, e do qual foi o último presidente.
Nos anos 2000 foi o coordenador de equipa de arquitetos responsáveis pela obra de expansão do campus da Universidade de Aveiro.

#### Produção crítica e de divulgação da arquitetura
Ainda finalista na universidade, Nuno Portas envolveu-se, junto de outros colegas, na recuperação da revista Arquitectura, de que viria a ser diretor. Nesta publicação inaugurou um estilo de texto critico em Portugal - a crítica de arquitetura - recebendo, no ano de 1963, pelo conjunto de textos aí publicados, o Prémio Gulbenkian de Crítica de Arte.
De resto, o arquiteto, que teve uma ligação ao movimento cineclubista em Portugal - como membro ativo do Cineclube de Lisboa - também se dedicou à crítica na área do cinema - publicando os seus textos no Diário de Lisboa e n'O Século Ilustrado.
Para a televisão, em finais da década de 1970 (1978-1979) surgiu como autor e apresentador de um programa na RTP, dedicado ao planeamento urbano, intitulado À volta da cidade.
A sua obra escrita seria unanimemente reconhcida como um fator de divulgação da arquitetura portuguesa no estrangeiro, demonstrado em artigos como Architectures à Porto (1990) e Portogallo, archittectura, gli ultimi vent'anni, com Manuel Mendes (1991).  

### Atividade no domínio do planeamento urbano
No período seguinte à Revolução de 25 de Abril de 1974, Nuno Portas orientou a sua carreira para o urbanismo, área em que viria a granjear um grande reconhecimento, a nível nacional e internacional.
À entrada da década de 1980 (1980-1983), teria a grata experiência de liderar o processo de elaboração Planeamento Intermunicipal de Madrid (1980-1983), cidade onde viveu nesses três anos.
Igualmente em Espanha, seria chamado como consultor do Plano Estratégico Metropolitano de Barcelona e do Plano de Ordenamento de Santiago de Compostela.
No Rio de Janeiro, com Oriol Bohigas, foi coautor do Plano de Frente de Mar e Estação das Barcas (1997-2000) e do Plano de Recuperação da Zona Central (1995-2000).
Em Portuga prestou consultoria na elaboração dos planos de ordenamento dos Municípios do Vale do Ave; foi responsável pelo primeiro plano geral da Expo 98, dos termos de referência para o concurso de conceção e urbanização de Chelas, em Lisboa; consultor da operação de reabilitação do centro histórico de Guimarães.
Participou na elaboração de legislação urbanística em Cabo Verde.
Foi igualmente consultor das Nações Unidas e da União Europeia para assuntos de Urbanismo.

### Atividade docente
Paralelamente ao exercício da arquitetura e da atividade escrita, Nuno Portas foi também docente em diversas instituições de ensino - lecionou a disciplina de Projecto na Escola Superior de Belas Artes de Lisboa (1965–1971, onde entrou por concurso público), sendo a seguir (1973) cofundador da Faculdade de Arquitetura da Universidade do Porto, sucessora da Escola de Belas-Artes do Porto.
Regressaria à Faculdade de Arquiteutra do Porto já em finais da década de 1980 (1989), na qualidade de professor catedrático convidado. Nos anos subsequentes, seria responsável pela docência da disciplina de Teoria e História do Urbanismo Contemporâneo e lançava-se na criação e direção do curso de mestrado em Planeamento e Projeto do Ambiente Urbano, marcando várias gerações de arquitetos e urbanistas formados naquela Escola. Na mesma instituição seria ainda eleito Presidente do Conselho Científico, em 1994, bem como coordenador científico e diretor do Centro de Estudos de Arquitectura e Urbanismo (CEAU-FAUP).
Nuno Portas não lecionou apenas em Portugal - enquanto professor convidado, passou por diversas instituições de ensino de relevância no ensino da arquitetura e do planeamento urbano no estrangeiro - na Escola Técnica Superior de Arquitectura de Barcelona, do Instituto de Urbanismo de Paris, da Universidade de Paris VIII, do Politécnico de Milão, da Universidade de Ferrara e na Universidade Federal do Rio de Janeiro. 
Foi membro da Comissão Científica Consultiva do Departamento de Arquitectura da Universidade do Minho.

### Atividade política
Próximo dos chamados católicos progressistas - tal como Nuno Teotónio Pereira - Nuno Portas participou nos três primeiros Governos Provisórios do pós-25 de Abril de 1974, como Secretário de Estado da Habitação e Urbanismo. 
Nessa qualidade, participou na definição das primeiras linhas políticas da Democracia para habitação e a reabilitação urbana, que levaram igualmente à atualização de vários instrumentos de legislação no domínio do urbanismo.
Também nesse período foi um dos principais impulsionadores do programa SAAL - Serviço de Apoio Ambulatório Local (instituído por despacho conjunto seu e do então Ministro da Administração Interna, Costa Brás, em 31 de julho 1974). O programa poria ao serviço da população carenciada um conjunto de equipas técnicas para a construção de edifícios de habitação social, baseado num modelo participação dos destinatários dos edifícios, organizados em associações de moradores e cooperativas.
O facto de as operações SAAL assentarem num modelo de participação popular alimentaria controvérsias ideológicas em seu torno, mas tornaria também o programa num projeto único e pioneiro na história da arquitetura e do urbanismo português, com grande impacto social e cultural e, como tal, considerado um case study.
Candidato nas eleições de 1989 à Câmara Municipal de Gaia, ganhas pelo Partido Socialista, integraria o seu Executivo (presidido por José Heitor Meireles Carvalheiras), como vereador do Urbanismo, até 1993.

### Distinções e homenagens
Por duas vezes foi condecorado pela Presidente da República Portuguesa - a 9 de Junho de 1995, sendo Presidente da República Mário Soares, foi agraciado com o grau de Grande-Oficial da Ordem do Infante D. Henrique e, em 18 de outubro de 2004, sendo Presidente da República Jorge Sampaio, com a Grã-Cruz da mesma Ordem.
Em 1998, 2013 e em 2020, respetivamente, foi distinguido como doutor honoris causa em Arquitetura pela Universidade de Aveiro, pela Universidade do Minho e pelo ISCTE – Instituto Universitário de Lisboa.
Em 2005 recebeu em Istambul o Prémio Sir Patrick Abercrombie de Urbanismo, atribuído pela União Internacional de Arquitectos (UIA).
Em 2006 foi uma das 12 personalidades a participar na série do historiador Rui Ramos O Portugal de.., produzida para a RTP, na qual partilhava uma reflexão sobre o que é ser Português, viver em Portugal e a sua relação com o país.
Em 2012 Humberto Kzure e Teresa Prata retrataram o percurso multifacetado de Nuno Portas, e o seu legado para a valorização e difusão do conhecimento nos campos da arquitetura e urbanismo, no documentário A Cidade de Portas.
Em 2013 a Escola de Arquitetura, Arte e Design da Universidade do Minho, instalada no campus de Azurém (Guimarães), inaugurou a Biblioteca Nuno Portas, constituída pelo fundo documental que o arquiteto doou à respetiva universidade.
Em 2024 a Secção Regional de Lisboa e Vale do Tejo da Ordem dos Arquitetos iniciou um programa de homenagem a Nuno Portas, no âmbito da celebração do seu 90.º aniversário (2025). Este programa, contemplou, entre outros eventos, a reedição fac-similada do livro do arquiteto, de 1969, A Cidade como Arquitectura.

### Falecimento
Nuno Portas morreu a 27 de julho de 2025, no Hospital do Mar, localizado na freguesia de Santa Iria de Azoia, São João da Talha e Bobadela, no concelho de Loures.
Em reação à sua morte, a Presidência da República (sendo Presidente Marcelo Rebelo de Sousa) evocou Nuno Portas como uma das "personalidades mais visionárias e brilhantes da vida académica, cultural, política e social da resistência de inspiração católica dos anos 50, 60 e 70 do século passado".
O jornal Público fez um dossier, em que diferentes arquitetos discutem o legado de Nuno Portas, nomeadamente no direito à habitação: a saber Nuno Grande, Alexandre Alves Costa, Walter Rossa e André Tavares. Helena Roseta e Siza Vieira farão ainda artigos individuais, realçando as suas experiências pessoais.

## Família, casamentos e descendência
Nuno Portas era filho do engenheiro de minas e químico-industrial Leopoldo Barreiro Portas (de ascendência Galega), estabelecido no Alentejo como sócio-gerente da Sociedade Luso-Belga de Mármores, Lda., que foi também Presidente da Câmara Municipal de Vila Viçosa e Procurador à Câmara Corporativa, durante o Estado Novo; e de sua mulher, Umbelina do Carmo das Neves Martins (do Alandroal).
Era irmão mais novo de Carlos Portas, engenheiro agrónomo e professor universitário de carreira, do Instituto Superior de Agronomia, que foi Secretário de Estado da Estruturação Agrária do I Governo Constitucional (1976-1977), de Mário Soares.
Casou pela primeira vez no Santuário de Fátima, a 9 de julho de 1957, com a economista Helena de Sacadura Cabral, de quem se divorciou em 1968, e com quem foi pai de dois destacados dirigentes políticos: Miguel Portas e Paulo Portas. 
Casou pela segunda vez com a também arquiteta Margarida Maria Gomes de Sousa Lobo, com quem foi pai de Catarina Portas, jornalista, apresentadora de televisão e empresária.